# Lignon du Velay
Pour les articles homonymes, voir Lignon.
Le Lignon du Velay est une rivière française prenant sa source en Velay, dans le département de la Haute-Loire et se jetant dans la Loire en rive droite.
Il ne doit pas être confondu avec le Lignon du Forez, qui se jette dans la Loire en rive gauche en aval.

## Géographie

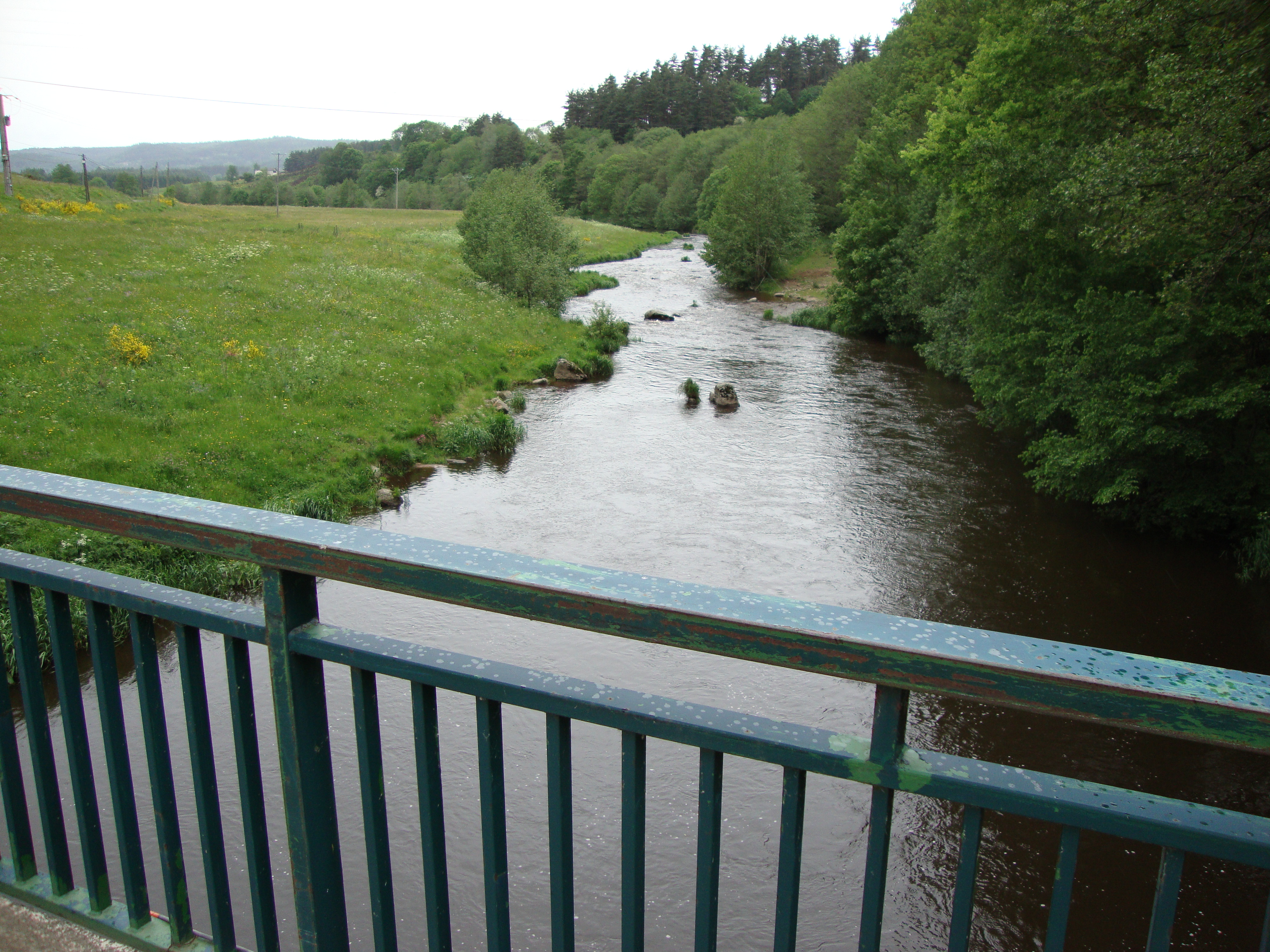
Le Lignon du Velay au lieu-dit la Papeterie, Tence.

Le Lignon du Velay prend sa source sur le versant nord de la Croix de Peccata, dans le massif du Mézenc (monts du Vivarais).

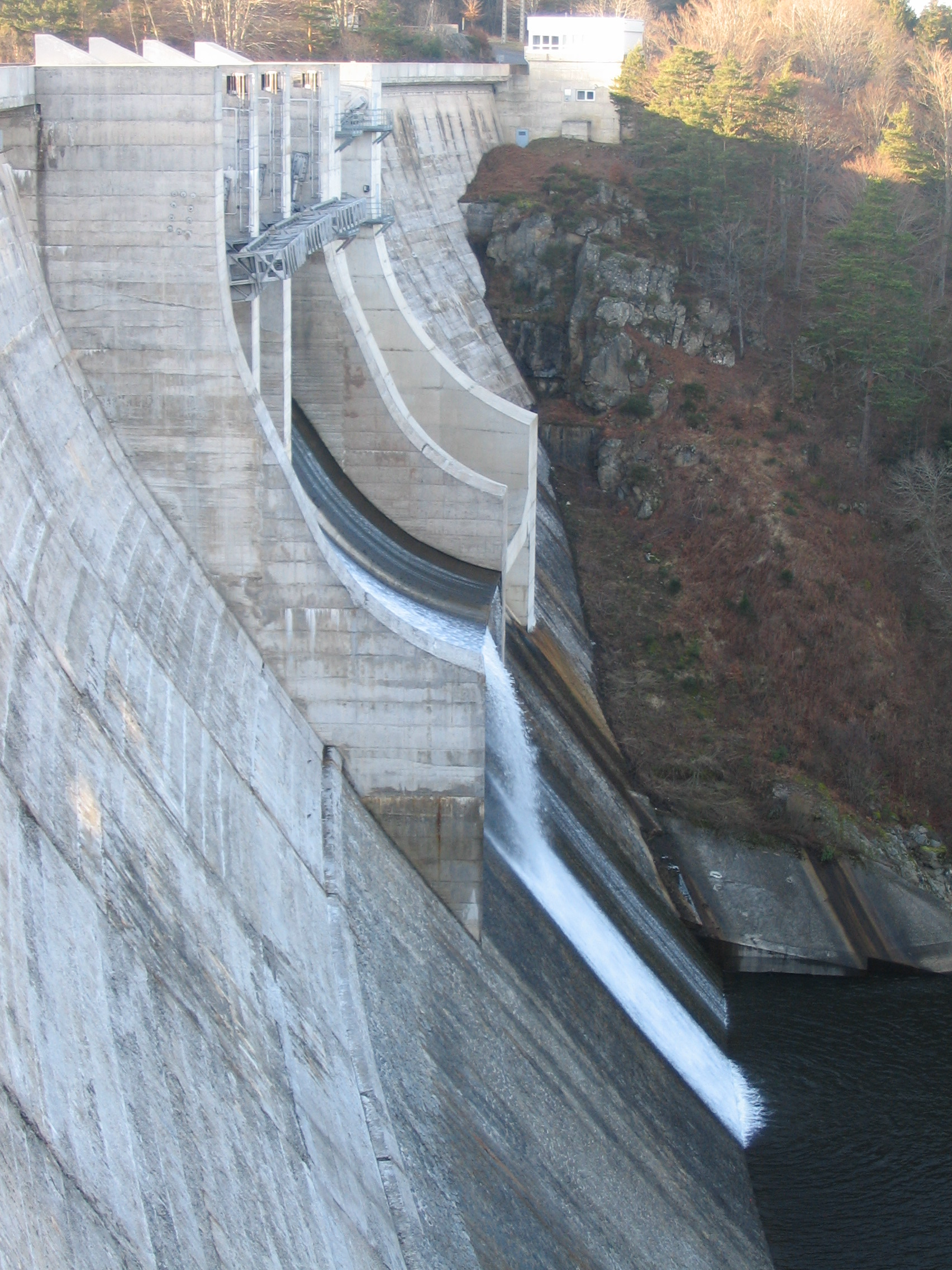
Le barrage de Lavalette sur le Lignon.

Bien que long seulement d'environ 85,1 kilomètres, il existe plusieurs barrages sur son cours :
- Lavalette qui alimente Saint-Étienne en eau potable et dont l'eau est turbinée à l'usine hydro-électrique de Versilhac,
- La Chapelette qui est le bassin de compensation de l'usine hydro-électrique de Versilhac,
- Les Vendets
- Le Pont du Lignon

### Villes traversées
- Fay-sur-Lignon, Le Chambon-sur-Lignon, Tence

### Communes et cantons traversés
Dans le département de la Haute-Loire, Le Lignon traverse les dix-sept communes suivantes de Yssingeaux, Saint-Jeures, Chenereilles, Tence, Monistrol-sur-Loire, Beauzac, Les Villettes, Saint-Maurice-de-Lignon, Grazac, Lapte, Le Chambon-sur-Lignon, Mazet-Saint-Voy, Mars, Les Vastres, Saint-Front, Chaudeyrolles, Fay-sur-Lignon.

### Toponymes
Le Lignon a donné son hydronyme aux trois communes suivantes de Saint-Maurice-de-Lignon, Le Chambon-sur-Lignon, Fay-sur-Lignon.

### Bassin versant
Le Lignon traverse sept zones hydrographiques K040, K041, K042, K043, K044, K045, K046 pour une superficie totale de 714 km2. Ce bassin versant est constitué à 51,47 % de « territoires agricoles », à 46,08 % de « forêts et milieux semi-naturels », à 2,16 % de « territoires artificialisés », à 0,29 % de « surfaces en eau ».

## Affluents
Le Lignon possède plusieurs affluents dont :
- la Sérigoule
- l'Auze
- la Dunières
- la Siaulme

## Hydrologie
Le Lignon du Velay est une rivière abondante, comme la plupart des cours d'eau issus des monts du Massif central français.

### La Lignon du Velay à Yssingeaux
Son débit a été observé sur une période de 76 ans (1936-2011), par EDF, à Yssingeaux, ville de la Haute-Loire située en amont du confluent de la Dunières dont le débit est exclu, mais fait l'objet d'une analyse séparée. Le bassin versant de la rivière y est de 350 km2 ce qui représente plus ou moins 53 % de sa totalité.
Le module de la rivière à Yssingeaux est de 6,12 m3/s.
Le Lignon du Velay présente des fluctuations saisonnières de débit fort marquées, avec des hautes eaux allant de la fin de l'automne au printemps, et portant le débit mensuel moyen à un niveau situé entre 7,71 et 9,43 m3/s, de novembre à mai inclus (avec un maximum en mars). Cette longue période est suivie d'une chute rapide en juin, menant aux basses eaux d'été, de début juillet à septembre inclus, avec une baisse du débit moyen mensuel jusqu'à 1,37 m3 au mois d'août, ce qui n'est pas très bas, comparé à bien d'autres affluents de la Loire.
Les fluctuations de débit peuvent cependant être plus importantes sur des périodes plus courtes.

### Étiage ou basses eaux
À l'étiage le VCN3 peut chuter jusque 0,16 m3, en cas de période quinquennale sèche, soit seulement 160 litres par seconde, ce qui est sévère.

### Crues
Les crues peuvent être importantes, caractéristique partagée par la plupart des affluents de la Loire. Les QJX 2 et QJX 5 valent respectivement 70 et 110 m3/s. Le QJX 10 ou débit journalier calculé de crue décennale est de 130 m3/s, le QJX 20 de 160 m3, tandis que le QJX 50 se monte à 190 m3/s.
Le débit journalier maximal enregistré à Yssingeaux durant cette période, a été de 517 m3/s le 22 janvier 1995. En comparant cette valeur à l'échelle des QJX de la rivière, on constate que cette crue était à plus de deux fois supérieure au débit calculé de crue cinquantenale, et donc tout à fait exceptionnelle.

### Lame d'eau et débit spécifique
Au total, le Lignon du Velay est une rivière abondante. La lame d'eau écoulée dans son bassin versant est de 563 millimètres annuellement ce qui est largement supérieur à la moyenne d'ensemble de la France tous bassins confondus, mais surtout bien plus élevé que la moyenne du bassin de la Loire (244 millimètres par an). Le débit spécifique de la rivière (ou Qsp) affiche 17,8 litres par seconde et par kilomètre carré de bassin.